# ماسون نك (فيرجينيا)
ماسون نك – (عنق ماسون) – (بالإنجليزية: Mason Neck) هي شبه جزيرة جنوب إقليم «فيرفاكس» في شمال ولاية «فيرجينيا» في الولايات المتحدة الأمريكية. وبالرغم من انها واحد من ضواحي عاصمة واشنطن دي سي فهي منطقة ريفية وليس هناك الانسياح الحضري الذي يزدهر قريب منها. فلا شك بان مواطنو «ماسون نك» يعتبرونها واحة بعيدة عن ضغوط المدينة.

## الأرض
كما هو مذكور أعلاه، «ماسون نك» شبه جزيرة. ويصيل نهر "بتومك" بجانب ساحلها الجنوبي بالإضافة إلى جون «بلمانت» في الغرب وجون «غنستن» في الشرق وجون «بوهيك» في شمال الشرق. والجون الأول هو بداية نهر "أوكوكان" المعهود. ومعظم الأرض في «ماسون نك» هي متماوجة وهناك غابة كبيرة إضافة إلى عدد مرابع جميلة وجداول مخرّة وبرك هادئة ومستنقعات. وتعيش في هذه الأرض حيوانات كثيرة من ضمنها الأيل والثعلب والديك الرومي والقندس (البيفر) والسنجاب وطيور متنوعة. وقد حفظت ثلثا الأراضي في «ماسون نك» من قبل هيئات حفظ الطبيعة المتعددة في الإقليم والولاية.

## التاريخ
قبل وصول الكشافة الأوروبيين كان يعيش في «ماسون نك» الأمريكان القدماء من قبيلة «دوغو» في عدة قرى هناك. وكان الأشخاص من هذه القبيلة خبراء في صيد السمك وصنع الفخار. ومنذ سنوات كثيرة وقعت معركة كبيرة بين بعض قبائل المنطقة في شمال «ماسون نك». وعلمت ذلك وكل المعلومات عن ال«دوغو» بسبيل برامج العلم الآثار الكثيرة والمهمة في «ماسون نك».
بعد استعمار المنطقة في القرن السابع عشر والقرن الثامن عشر، ازداد نفوذ الأوروبيين إلى درجة كبيرة. ولسوء الخط، مات كثير من الأمريكيين القدماء بسبب الأمراض الأجنبية أو رصاص المستعمرين وبعضهم هربوا نحو الجبال في غرب «فيرجينيا».
في تلك المرحلة حاولت عدة الاغنياء الجدد في أمريكا ان تستثيب أراض «ماسون نك» ولكن أخيرا جورج ماسون – رجل الدولة بحكومة «فيرجينيا» – حصل عليها وبنى بيته الذي يشرف على جون «بوهيك». وهناك كتب السيد ماسون «شرقة الحقوق» التي أصبحت التعديلات الأولى في دستور الولايات المتحدة (1-10). وجورج ماسون وجورج واشنطن رئيس الأول للولايات المتحدة كانا أصدقاء مقربين لمدة من الزمن الا انهما تشاجرا نظرا لاختلافات الرأي حول المناقشة بين مؤيدي حقوق الولايات ومؤيدي قوة الحكومة المركزية. ورغما عن ذلك تردد الرجلان كل يوم الأحد على كنيسة «بوهيك» التي لا تزال استخدامها اليوم. وجورج ماسون كان يسكن في بيته الذي كان يسمي «غنستن هال» حتى الموت في السنة 1792.
بعد موت ماسون، انقسم ملكه تدريجيا، وبعض الناس أخذوا ينتقلون إلى «ماسون نك» لكى يجدوا معزلا فيها ويستمتعوا بمواردها الكثيرة. وفي الغرب نشأت بلدة «كولتشاستر» التي كانت مركز التجارة في المنطقة حتى القرن التاسع عشر والآن تبقى اخربتها فقط. وفي السنة 1857 بنيت كنيسة «كرانفورد» البيضاء الميثودية التي عملت كمستشفى خلال الحرب الأهلية الأمريكية، وهي ما زالت معلم مهمة يجرئ فيها احتفالات سنوية، مثلا «مهرجان الفروله» في الربيع.
في المرحلة الحالية هذه المواقع التاريخية محفوظة بفضل مواطني «ماسون نك» خلال القرن القادم. وهناك أكثر من ثلاث حدائق للمحافظة على الأرض. وبشكل عام، بقية تاريخ «ماسون نك» هي هادئ سوى الجهود المستمرة في إيقاف انتشار التطوير المدني.

## وصلات خارجية
- لجنة مواطني «ماسون نك»